# غابرييل ديسغاردين
غابرييل ديسغاردين هو سياسي كندي، ولد في 14 فبراير 1949 في مونتريال في كندا. نشط حزبياً في الحزب الكندي التقدمي المحافظ. وقد انتخب عضو مجلس العموم الكندي.